# 文化のダイヤモンド
文化のダイヤモンド（ぶんかのダイヤモンド, 英: cultural diamond）は、文化社会学において用いられるモデル。アメリカの社会学者ウェンディ・グリスウォルドが著書"Cultures and societies in a changing world"で提唱した。
文化と社会の相関は、文化は社会を映す鏡というような、社会が文化を規定するという素朴反映論で議論されることが多かった。グリスウォルドがその起源と限界を示し、新たなモデルとして提案したのが、文化のダイヤモンドである。
文化のダイヤモンドは、文化的客体（文化的生産物）・社会的世界（社会的文脈）・生産者・享受者の4者を四角形の角に配置し、4者の間を6本の線分で結んだ形で表現される。「ダイヤモンド」と表現されるが、宝石ではなく野球のダイヤモンドに近い。文化を社会学的に分析するには、線分が表している6種類の関係をくまなく考慮すべきであるとされる。素朴反映論をこのモデルに当てはめると、社会的世界から文化的客体への直線的、一方向的な視点でしかないことが分かる。
日本では、佐藤郁哉が出版不況の社会学的分析に用いている。
文化のダイヤモンドは二次元平面上に表現されるモデルであるが、アメリカの社会学者ピーター・ブリンソンはそこに組織とインフォーマル・グループを加えて三次元モデルへ発展させた「新しい文化のダイヤモンド」を提案している。